# Radda in Chianti

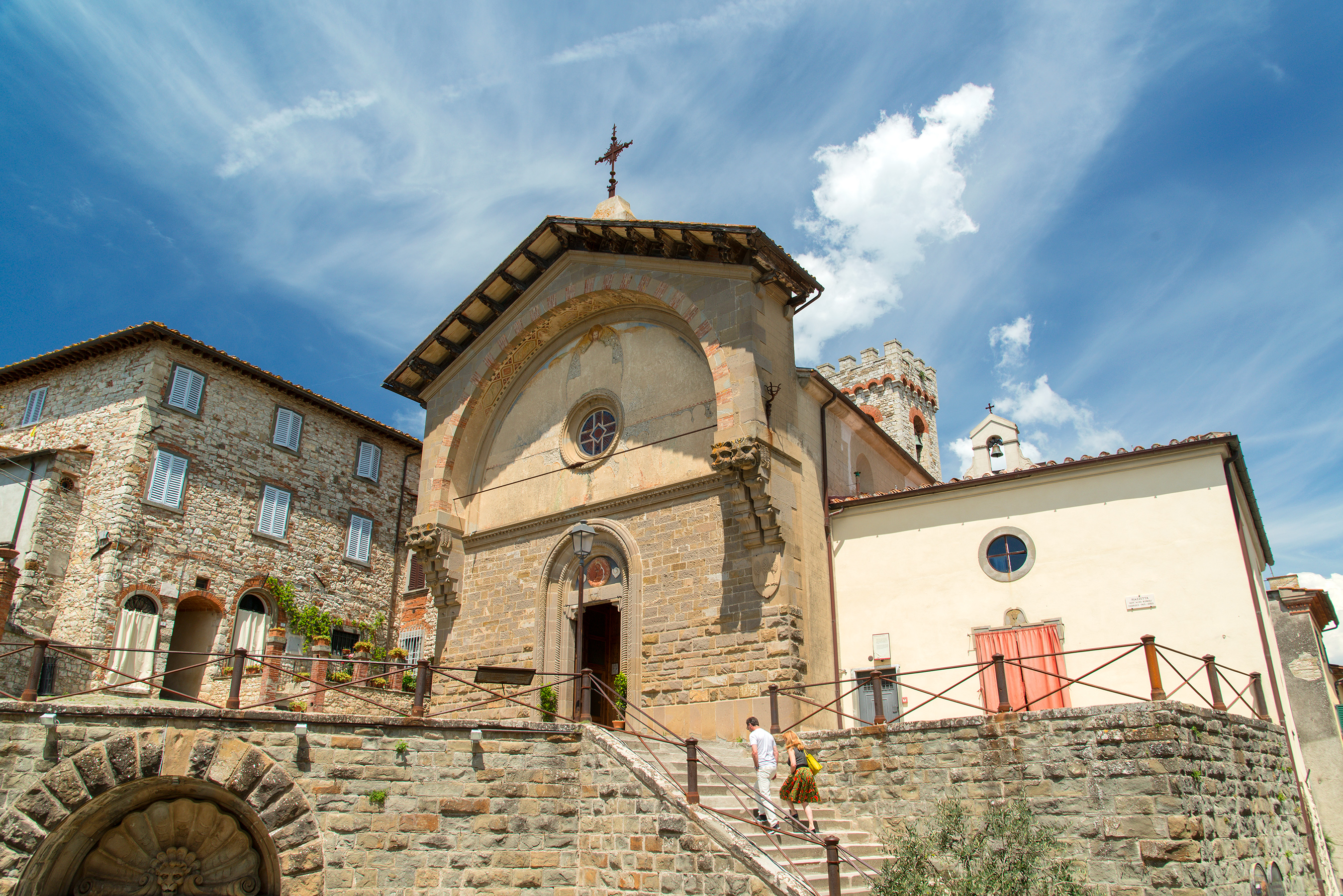
Propositura de San Niccola, a Radda

Radda in Chianti és un comune (municipi) de la província de Siena, a la regió italiana de la Toscana, situat uns 35 km al sud-est de Florència i uns 15 km al nord de Siena.
Limita amb els municipis de Castellina in Chianti, Castelnuovo Berardenga, Cavriglia, Gaiole in Chianti i Greve in Chianti.

## Evolució demogràfica
| Gràfica d'evolució demogràfica de Radda in Chianti entre 1861 i |
|                                                                 |
| Fonts: ISTAT - Elaboració gràfica de Viquipèdia                 |

## Ciutats agermanades
- Saint Brice, França